# Camilla Kivilahti-Parland
Camilla Orvokki Kivilahti-Parland, född 27 juli 1939 i Viborg, död 15 april 2016 i Helsingfors, var en finländsk konstnär. 
Kivilahti studerade 1959–1963 vid bland annat Helsingfors universitets ritsal och privat för bland andra Wäinö Aaltonen, Pekka Kontio, Sven Grönvall och Tapio Tapiovaara. Hon är känd främst som en skicklig och känslig akvarellmålare med bland annat landskaps-, blomster-, djur- och figurmotiv samt porträtt. Hon verkade 1979 som teckningslärare vid Helsingfors konstnärsgille och engagerade sig i naturskyddsfrågor samt skrev konstkritik. Hon framträdde även som diktare, novellförfattare och formgav bokomslag.